# Spica-klass
Spica-klass var en svensk fartygsklass som utgjordes av sex stycken torpedbåtar.

## Historik
Med utgångspunkt i Marinplan 60 projekterades en serie om sex torpedbåtar (TB). Denna serie byggdes med ledning av erfarenheter från Plejad-klassen och moderniserades i förhållande till denna typ främst på vapen-, tele-, skydds- och maskinområdena. Serien färdigställdes 1966–67 och benämndes TB typ Spica efter det första fartyget i serien. T121–T123 byggdes på Götaverken i Göteborg och T124–T126 på Karlskronavarvet. Fartygens namn är lånade från kända stjärnor. De ärvde namnen från de ångdrivna torpedbåtar flottan hade under första delen av 1900-talet.
Konstruktionen vidareutvecklades sedermera till torpedbåtarna av Norrköping-klass ("Spica II") och till korvetterna av Stockholm-klass ("Spica III").

## Allmän beskrivning
Torpedbåt typ Spica är en deplacerande fartygstyp, som under trossdäck är indelat i sex vattentäta avdelningar och på trossdäck i nio vattentäta avdelningar.
Fartyget är långskeppsspantat och tillverkat av elektriskt svetsad stålplåt. Däckhus, brygga och luftintagshus är tillverkat av lättmetall (Silumin). Fartyget kan (bortsett från luftintagsrum) tillslutas gastätt.

### Framdrivningsmaskineri
Framdrivningsmaskineriet ger fartyget en fart av ca 40 knop och består av 3 st gasturbiner av typ Rolls-Royce Proteus 1282, på vardera en effekt av 4 500 hk och drivande var sin KaMeWa -propeller.
Tidigare under åren 1963-1965 provades en gasturbin typ Bristol Siddeley Proteus på 4 000 hk på mittaxeln på HMS Perseus

### Styranläggningen (normalförfarande)
Styranläggningen är elektrohydraulisk. Fartyget är försett med två roder.

### Elektrisk kraft
Elektrisk kraft levereras av två generatorer typ ASEA, drivna av var sin gasturbin av fabrikat MTU på 224 hk. Generatorerna levererar 440 V, 60 Hz, trefas.

### Besättning
Besättningen uppgick till 27-30 man fördelade på 5 regoff/resoff, 2 eller 3 kompoff, 3 plutoff och 17 övriga (enligt gamla befälsordningen).